# Râul Valea Iazurilor
Râul Valea Iazurilor este un curs de apă, afluent al râului Jijia. 